# Hypercompe
Hypercompe es un género de  lepidópteros ditrisios de la familia Erebidae, conocidas comúnmente como polillas leopardo y cebra. Hay más de 80 especies en toda América. El nombre Hypercompe tiene prioridad sobre Ecpantheria,  que fue publicado por el mismo autor un año más tarde, y por lo tanto no es un nombre válido (es un sinónimo más reciente).
Son típicamente grandes mariposas con alas blancuzcas manchadas con negro; tienen un abdomen  intensamente coloreado que exponen cuando se sienten amenazadas. Es una forma de aposematismo. Producen sustancias químicas malolientes, que arrojan desde glándulas torácicas a potenciales predadores.

## Especies
- Hypercompe abdominalis - se alimentan de Brassica, Veronica.
- Hypercompe albescens - se  alimentan de  Musa.
- Hypercompe albicornis -  se  alimentan de Helianthus, Luffa, Phaseolus.
- Hypercompe albiscripta
- Hypercompe alpha
- Hypercompe amulaensis
- Hypercompe andromela
- Hypercompe anomala
- Hypercompe atra
- Hypercompe bari
- Hypercompe beckeri
- Hypercompe bolivar
- Hypercompe brasiliensis
- Hypercompe bricenoi
- Hypercompe burmeisteri
- Hypercompe campinasa -  se  alimentan de Gossypium herbaceum.
- Hypercompe castronis
- Hypercompe caudata
- Hypercompe cermellii - se  alimentan de Gossypium, Plantago, Solanum.
- Hypercompe chelifer
- Hypercompe confusa
- Hypercompe conspersa
- Hypercompe contexta
- Hypercompe cotyora
- Hypercompe cretacea
- Hypercompe cunigunda - se  alimentan de  Syagrus romanzoffiana.
- Hypercompe decora
- Hypercompe deflorata
- Hypercompe detecta
- Hypercompe dissimilis
- Hypercompe dognini
- Hypercompe dubia
- Hypercompe ecpantherioides
- Hypercompe eridanus - se  alimentan de Cissus, Citrus, Erythrina, Ipomoea, Musa, Panicum, Vanilla.
- Hypercompe euripides
- Hypercompe extrema
- Hypercompe flavopunctata
- Hypercompe fuscescens
- Hypercompe gaujoni
- Hypercompe hambletoni - se  alimentan de Bidens, Eriobotrya, Gossypium, Hibiscus, Manihot, Ricinus.
- Hypercompe heterogena
- Hypercompe icasia - se  alimentan de   Apium, Cecropia, Cissus, Citrus, Erechtites, Erythrina, Ipomoea, Musa, Phaseolus, Psidium, Solanum, Vanilla.
- Hypercompe indecisa - se  alimentan de Beta, Brassica, Citrus, Cucurbita, Datura, Diospyros, Fragaria, Hippeastrum, Leucanthemum, Persea, Pisum, Prunus, Ricinus, Rosa, Senecio, Solanum, Spiraea, Zea.
- Hypercompe jaguarina
- Hypercompe kennedyi
- Hypercompe kinkelini
- Hypercompe laeta
- Hypercompe lemairei
- Hypercompe leucarctioides
- Hypercompe magdelenae
- Hypercompe marcescens
- Hypercompe melanoleuca
- Hypercompe mielkei
- Hypercompe mus
- Hypercompe muzina - se  alimentan de Theobroma cacao.
- Hypercompe nemophila
- Hypercompe neurophylla
- Hypercompe nigriloba
- Hypercompe nigriplaga
- Hypercompe obscura
- Hypercompe obsolescens
- Hypercompe obtecta
- Hypercompe ockendeni
- Hypercompe ocularia
- Hypercompe ochreator
- Hypercompe orbiculata
- Hypercompe orsa- se  alimentan de Lantana, Senecio, Sphagneticola.
- Hypercompe oslari
- Hypercompe permaculata
- Hypercompe perplexa
- Hypercompe persephone
- Hypercompe persola
- Hypercompe pertestacea
- Hypercompe peruvensis
- Hypercompe praeclara
- Hypercompe robusta
- Hypercompe scribonia
- Hypercompe simplex
- Hypercompe suffusa
- Hypercompe tenebra
- Hypercompe tessellata
- Hypercompe testacea
- Hypercompe theophila
- Hypercompe trinitatis
- Hypercompe turruptianoides